# Namik Ressuli
Namik Ressuli (ur. 10 września 1908 w Beracie, zm. 22 września 1985 w Turynie) – albański polityk, dyplomata, językoznawca i historyk literatury.

## Życiorys
Pochodził z zamożnej rodziny muzułmańskiej z Beratu. Uczył się w szkole średniej w Bari, a następnie odbył studia z zakresu językoznawstwa na uniwersytecie w Turynie. Pracę doktorską pt. Mbi shtresëzimet në gjuhën shqipe (O stratyfikacjach w języku albańskim), przygotował pod kierunkiem prof. Matteo Bartoliego. W 1937 powrócił do Albanii i uczył języka albańskiego w Elbasanie, Szkodrze i w Tiranie. Po inwazji włoskiej w 1939 objął stanowisko sekretarza generalnego Albańskiej Partii Faszystowskiej w Tiranie. Od 1940 pełnił funkcję stanowisko generalnego inspektora szkolnictwa, w tym czasie opracował podręcznik do historii literatury albańskiej. W latach 1940-1944 był związany z Instytutem Studiów Albańskich, działającym w Tiranie.
19 stycznia 1943 zaoferowano mu stanowisko wiceministra edukacji w rządzie Eqrema Libohovy, ale Ressuli odmówił jego objęcia. W 1943 rozpoczął pracę w dyplomacji pełniąc funkcję konsula w Stambule. W 1944 powrócił do Albanii, skąd pod koniec roku udał się na emigrację do Włoch. Wykładał język albański na Uniwersytecie Rzymskim, działał w Centrum Kultury Albańskiej w Palermo. W latach 1955–1975 pracował w Instytucie Orientalistycznym Uniwersytetu w Neapolu. Od 1954 wydawał w Turynie czasopismo Shpirti Shqiptar (Duch albański). Po śmierci Ernesta Koliqiego powrócił do Rzymu i objął stanowisko dyrektora Instytutu Studiów Albańskich, które sprawował do 1981, kiedy przeszedł na emeryturę.
W dorobku naukowym znajdowały się prace poświęcone gramatyce języka albańskiego i analizie najstarszych tekstów w języku albańskim, w 1941 wydał antologię albańskich tekstów literackich.

## Dzieła
- 1958: Il Messale di Giovanni Buzuku: riproduzione e transcrizione
- 1978: Formula battesimale: (a. 1462)
- 1978: I piu antichi testi albanesi
- 1978: Le strutture del nome nell'odierna lingua letteraria albanese
- 1985: Grammatica albanese
- 1987: Albanian Literature
- 2007: Shkrimtarët shqiptarë : histori e letërsisë shqipe (pośmiertnie)